# 斑湖棲花鱂
斑湖棲花鱂（学名：Lacustricola maculatus）為輻鰭魚綱鯉齒目鯉齒亞目花鳉科的其中一種，分布於非洲Ruvu河流域，體長可達3.5公分，屬肉食性，生活習性不明，可作為觀賞魚。
其种加词“maculatus”意为“有斑点、斑块、斑纹的”。